# Tapeta (komputer)

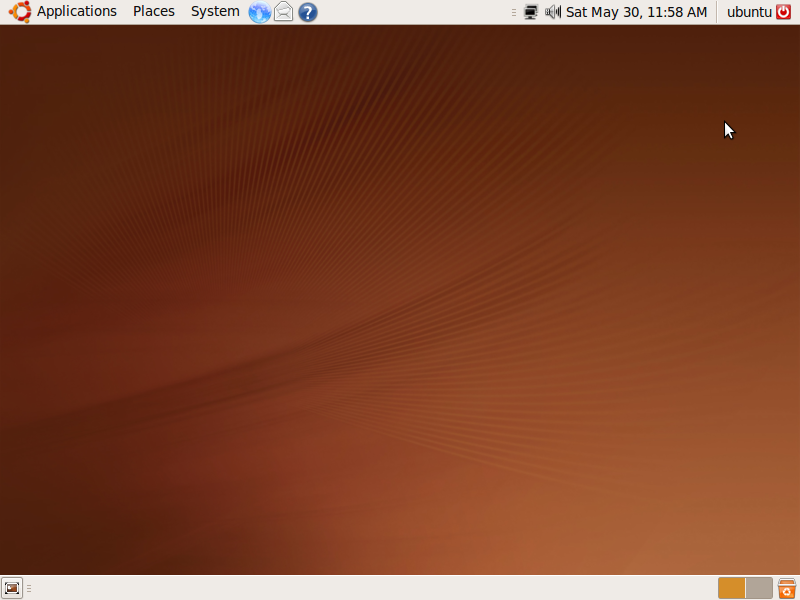
Standardowa tapeta Ubuntu 9.04

Tapeta (ang. wallpaper) – przyjęte określenie grafiki, która stanowi tło pulpitu (ang. desktop) systemu operacyjnego. Określenie to może się także odnosić do grafiki zdobiącej wyświetlacz urządzenia mobilnego.
Tłem pulpitu może być dowolny plik graficzny w formacie obsługiwanym przez system operacyjny, również plik zawierający animację (GIF), jednak najczęściej stosuje się format JPEG ze względu na dość mały rozmiar pliku i stosunkowo dobrą jakość przy plikach graficznych zawierających zdjęcia. W przypadku wyłączenia tapety, tło pulpitu jest zastępowane zwykle przez jednolity kolor lub wzór.